# Manchester (tyg)
För andra betydelser, se manchester (olika betydelser).
Manchester (uttal: [maʹn]- eller -[çɛʹs]-), även manchestersammet, är en sorts randigt bomullstyg, vävt av tvinnade parallella fibrer.
Tyget kallas tunnspårigt eller bredspårigt beroende på avståndet mellan de karaktäristiska ränderna. Tyget lär först ha producerats i Leeds, men den mest kända tillverkningsorten är Manchester, som på svenska fått låna tyget sitt namn.
De typiska ränderna i manchestertyg har lett till en sekundär användning av ordet  manchester inom längdskidåkning. Det handlar om längdspår, där en pistmaskin tryckt ner en bred åkyta – anpassad för skejttekniken – och i den processen skapat en tillplattad och längsledes randig snöyta. Även inom alpin skidåkning används uttrycket för nypistad snö.